# زبان‌های ناخی
زبان‌های ناخی (انگلیسی: Nakh languages) خانواده کوچکی از زبان‌هایی است که عمدتاً توسط مردم ناخی در روسیه (چچن و اینگوش)، گرجستان و توسط چچنی‌هایی که در چچن زندگی نمی‌کنند، (به طور عمده در اروپا، خاورمیانه و آسیای مرکزی) به کار می‌رود.
زبان‌های ناخی از نظر تاریخی به عنوان یک خانواده مستقل قفقازی شمال مرکزی طبقه‌بندی می‌شوند، اما در حال حاضر به عنوان شاخه‌ای از خانواده قفقازی شمال شرقی محسوب می‌شوند. عقیده بر این است که بین ۵ تا ۶ هزار سال قبل این خانواده زبانی جدا شده است.ل فلز آز

## طبقه‌بندی
- زبان‌های ویناخی، پیوستار گویشی‌ای است دارای دو زبان که نوشتار دارند:
  - چچنی: ۱٬۳۳۰٬۰۰۰ گویشور (۲۰۰۲)
  - اینگوشی: ۴۱۳٬۰۰۰ گویشور (۲۰۰۲)
- بتسی: ۳٬۴۲۰ گویشور (۲۰۰۰) که به طور عمده در زمو-آلوانی، در گرجستان صحبت می‌شود و توسط گویشوران چچنی و اینگوشی قابل تشخیص نیست.

## واکدار شدن همخوان‌های فورانی
زبان‌های ناخی با نظریه چاکنایی زبان‌های هندواروپایی در ارتباط‌اند. چنانچه تحت واک‌دارشدگی فورانی‌ها قرار گرفتن، در شاخه ویناخی مسلم فرض شده است، اما به طور گسترده‌ای این نظر غیرمحتمل شمرده شده است. در جایگاه آغازین، فورانی‌های بتسی مشابه فورانی‌های ویناخی هستند، اما در جایگاه غیرآغازین به همخوان‌های واکدار ویناخی شباهت دارند. (*qʼ که در زبان ویناخی یک فورانی باقی‌مانده است، یک استثناست)
| بتسی       | چچنی     | معنی واژه | واژه داغستانی هم‌ریشه        |
| ---------- | -------- | --------- | --------------------------- |
| [nʕapʼ]    | [na:b]   | خواب      |                             |
| [ʃwetʼ]    | [ʃad]    | شلاق      | Gigatil Chamalal: [tsatʼán] |
| [pʰakʼal]  | [pʰaɡal] | خرگوش     | اندی: [tɬʼankʼala]          |
| [dokʼ]     | [dwoɡ]   | قلب       | اندی: [rokʷʼo]              |
| [matsʼ]    | [mezi]   | شپش       | Chadakolob Avar: [natsʼ]    |
| [ʕartsʼiⁿ] | [ʕärʒa-] | سیاه      | Gigatil Chamalal: [-etʃʼár] |
| [jopʼqʼ]   | [juqʼ]   | خاکستر    |                             |

تغییر مشابهی در برخی از دیگر زبان‌های داغستانی روی می‌دهد.

## زبان‌های ناخی منقرض شده
بسیاری از زبان‌ها یا مردمان باستان در جنوب قفقاز، که هویتشان مبهم است توسط پژوهشگران زبان قفقازی به عنوان ناخی فرض شده‌اند. هیچ‌کدام از ادعاهایی این چنینی اثبات نشده است؛ و اکثراً براساس مکان‌شان به عنوان ناخی طبقه‌بندی شده‌اند.

### زبان ارشی
زبان ارشی، زبان مردم ارس است که در شمال ارمنستان ساکن بودند و (احتمالاً) بعدها زبان مردم هرتی که ساکن جنوب گرجستان و شمال غربی گرجستان بودند، شده است. این زبان کم و بیش به عنوان ناخی اثبات شده است. این مردم و زبان‌شان در نهایت با زبان گرجی یا آذری جایگزین شد.

### زبان مالخی
زبان مالخی (که نامشان به معنی خورشید است)، زبان مردمانی است که در شمال قفقاز و در دوران مدرن کاباردینو-بالکاریا، کرچیچر-کسیا می‌زیستند و زمان کوتاهی هم بر اوبیخیا و آبخازیا مسلط بودند است. آنها ابتدا مغلوب سکایی زبان‌های قبایل آلن و سپس قبایل ترک شدند و به نظر می‌رسد به طور گسترده سرزمینشان را ترک کرده و در چچن پناه گرفتند. این مسئله منجر به این شد که تیپ نامیده شوند. آنهایی که در سرزمینشان باقی ماندند یا از بین رفتند یا جمعیت غالب انطباق یافتند.

### زبان کاخی
زبان مردم کاخی که ساکن کاختی و توشتی در شرق گرجستان بودند، است. ظاهراً کاخی‌ها خود را کاباتساس و قلمروشان را کاخ-باتسا می‌نامیدند. ممکن است که آنها نیای بتسی‌های امروزی باشند یا با آنها ارتباط داشته باشند. آنها توسط کارتلی‌ها همگون شده (همگونی کامل یا تقریبی آنها بستگی به این دارد که به این نظریه معتقد باشید که بتسی‌ها نوادگان کاخی هستند) و به زبان گرجی می‌کردند.

### زبان گلیگی
گلیگی‌ها مردمانی بودند که در شمال قفقاز می‌زیستند و توسط مورخان گرجی ناخی محسوب شده‌اند. ممکن است آنها از اخلاف اینگوشی باشند، اما اصطلاحی که توسط گرجی‌ها برای اینگوش به طور مداوم به کار می‌رود، «کیستی» است که منجر به سردرگمی شده است (چون مردم ناخی در گرجستان که چچنی صحبت می‌کنند هم «کیستی» نامیده می‌شوند.

### زبان تسنری
زبان مردم تسنری در گرجستان قدیم، توسط بسیاری از مورخین ناخی دانسته شده است که براساس نام مکان، موقعیت جغرافیایی و اطلاعاتی نظیر این است.

### زبان دوالی
مورخان گمان می‌کنند که زبان مردم دوالی ناخی است، اگرچه جبهه مخالفی وجود دارد که مدعی است این مردم خویشاوندی نزدیکی با آسی‌ها دارند. نظرات مختلفی از نظریه ناخی حمایت می‌کند (پژوهشگران مختلف استدلال‌های متفاوتی می‌کنند) که عبارتند از: وجود محلی با نام ناخی در قلمرو پیشین دوالی، شواهد ارتباط ناخی-سوانی که احتمالاً نیازمند ماهیت ناخی دوالی‌ها یا مردم پیش از آنها است، و حضور قبیله دوالی با منشاء خارجی در بین چچنی‌ها. این نظرات تلویحاً اشاره دارند که دوالی‌ها برای غلبه بر مهاجمان خارجی‌ای (احتمالاً آستی‌ها) که بر سرزمینشان تسلط پیدا کرده بودند، به میان چچنی‌ها پناه بردند. دوالی‌ها توسط گرجی‌ها (و شاید آستی‌ها) جذب شدند و در شمال هم توسط آستی‌ها مغلوب شدند. گمان می‌رود که دوالی‌ها تا قرن هجده کاملاً منقرض نشدند که این امر موجب می‌شود دوالی‌ها اخیرترین مردمان ناخی‌ای باشند که از بین رفته‌اند (البته اگر ناخی باشند).

### زبان تزووی
بنابه نظر پژوهشگران گرجی، ایالات اورارتایی سوپانی توسط تزو، قبیله باستانی ناخی، اشغال شده بود و در تاریخ‌نگاری گرجی باستان تسوبنا نامیده می‌شد. زبان تزووی، زبان غالب این مردمان بود و این مورخان گرجی گمان می‌کنند که ناخی باشند. تزووی و خویشاوندانش در این منطقه ممکن است در لایه‌های هورو-اورارتیان در زبان ارمنی دخیل باشند.